# アリ・ジトゥニ
アリ・ジトゥニ（Ali Zitouni、1981年1月11日 - ）は、チュニジアの元サッカー選手。元チュニジア代表。ポジションはフォワード。

## 来歴
1999年6月に18歳でチュニジア代表デビュー。アフリカネイションズカップ2000では5試合に出場、3位決定戦では2度にわたる同点ゴールを決めたが、2-2のままPK戦で敗れ、4位となった。2002 FIFAワールドカップではグループステージ全3試合に出場した。2009年までに46試合に出場、13得点をあげた。

## 代表歴

### 出場大会
- チュニジア代表
  - 2002 FIFAワールドカップ

### 試合数
- 国際Aマッチ 46試合 13得点（1999年-2009年）[1]

| チュニジア代表 | 国際Aマッチ | 国際Aマッチ |
| 年             | 出場        | 得点        |
| -------------- | ----------- | ----------- |
| 1999           | 1           | 0           |
| 2000           | 12          | 2           |
| 2001           | 9           | 7           |
| 2002           | 6           | 1           |
| 2003           | 3           | 0           |
| 2004           | 3           | 1           |
| 2005           | 3           | 2           |
| 2006           | 2           | 0           |
| 2007           | 2           | 0           |
| 2008           | 1           | 0           |
| 2009           | 4           | 0           |
| 通算           | 46          | 13          |